# Giovanni Rizzi (calciatore)
Giovanni Rizzi (fl. XX secolo) è stato un calciatore italiano, di ruolo mediano.

## Carriera
Ha fatto parte della rosa del Foot Ball Club Brescia nelle prime due stagioni della sua storia, 1912 e 1912-1913, disputando in totale 8 partite. L'esordio è avvenuto nella prima partita ufficiale della formazione, la gara Savoia Milano-Brescia (2-3) valida per il campionato di Terza Categoria Lombarda, giocata nel capoluogo il 12 maggio 1912. La stagione seguente in Promozione Lombarda si conclude con la settima posizione, che sarebbe comunque valsa l'ammissione alla massima serie del 1913-1914, alla quale Rizzi non ha partecipato.